# Sakupne
Sakupne (ukrainisch Закупне; russisch Закупное Sakupnoje, polnisch Zakupne) ist eine Siedlung städtischen Typs im Westen der ukrainischen Oblast Chmelnyzkyj mit etwa 1300 Einwohnern (2014).

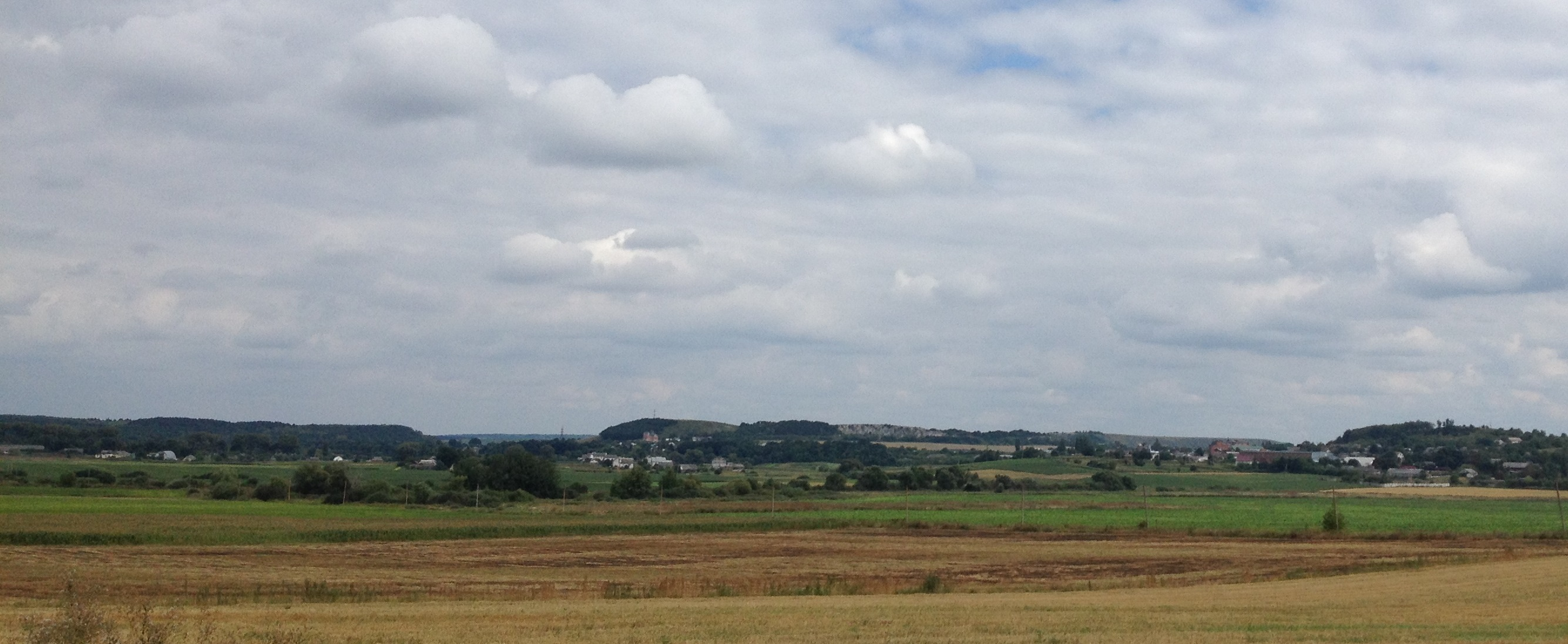
Blick auf den Ort

Das Anfang des 18. Jahrhunderts gegründete Dorf erhielt 1972 den Status einer Siedlung städtischen Typs.
Sakupne liegt am Schwantschyk, einem 107 km langen Nebenfluss des Dnister und an der Regionalstraße P–48. Die Oblasthauptstadt Chmelnyzkyj befindet sich etwa 70 km nordöstlich und das ehemalige Rajonszentrum Tschemeriwzi 14 km südlich von Sakupne.

## Verwaltungsgliederung
Am 12. Juni 2020 wurde die Siedlung zum Zentrum der neugegründeten Siedlungsgemeinde Sakupne (Закупненська селищна громада/Sakupnenska selyschtschna hromada). Zu dieser zählen auch die 13 in der untenstehenden Tabelle aufgelisteten Dörfer, bis dahin bildete sie die gleichnamige Siedlungsratsgemeinde Sakupne (Закупненська селищна рада/Sakupnenska selyschtschna rada) im Norden des Rajons Tschemeriwzi.
Am 17. Juli 2020 kam es im Zuge einer großen Rajonsreform zum Anschluss des Rajonsgebietes an den Rajon Kamjanez-Podilskyj.
Folgende Orte sind neben dem Hauptort Sakupne Teil der Gemeinde:
| Name                     | Name       | Name                          |
| ukrainisch transkribiert | ukrainisch | russisch                      |
| ------------------------ | ---------- | ----------------------------- |
| Bodnariwka               | Боднарівка | Боднаровка (Bondarowka)       |
| Dubiwka                  | Дубівка    | Дубовка (Dubowka)             |
| Holenyschtschewe         | Голенищеве | Голенищево (Golenischtschewo) |
| Hussjatyn                | Гусятин    | Гусятин (Gussjatin)           |
| Iwachniwzi               | Івахнівці  | Ивахновцы (Iwachnowzy)        |
| Jossypiwka               | Йосипівка  | Йосиповка (Jossipowka)        |
| Kusmyntschyk             | Кузьминчик | Кузьминчик (Kusmintschik)     |
| Kutkiwzi                 | Кутківці   | Кутковцы (Kutkowzy)           |
| Lyssohirka               | Лисогірка  | Лысогорка (Lyssogorka)        |
| Romaniwka                | Романівка  | Романовка (Romanowka)         |
| Rudka                    | Рудка      | Рудка                         |
| Wilchiwzi                | Вільхівці  | Ольховцы (Olchowzy)           |
| Wiwsja                   | Вівся      | Вився                         |